# Gotra octocinctus
Gotra octocinctus là một loài tò vò trong họ Ichneumonidae.